# La Marsellesa

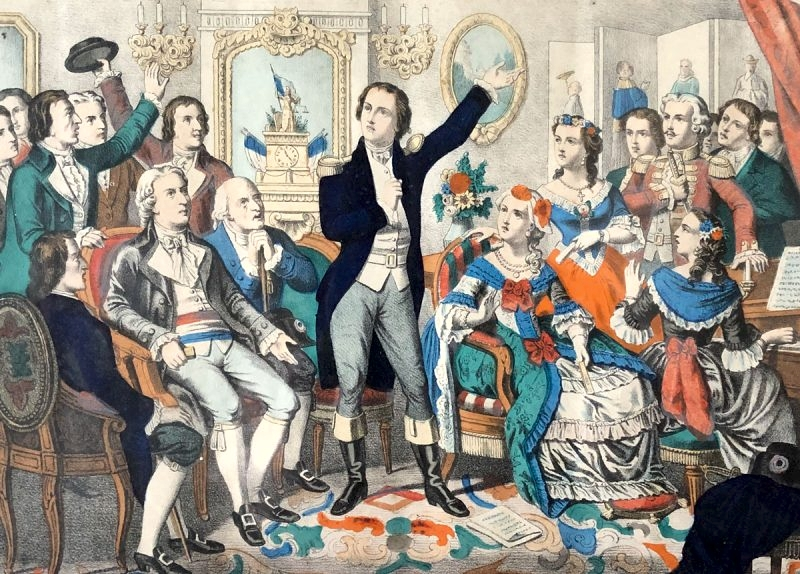
Rouget de Lisle canta La Marsellesa per primera vegada a la casa del batlle d'Estrasburg.

La Marsellesa ("La Marseillaise", en francès) és l'himne nacional de França, oficialment des del 14 de juliol de 1795.
Va ser prohibit durant el primer i segon imperi i la Restauració. Torna a ser l'himne nacional des de la III República.
Del 1940 al 1945 va ser novament prohibit, i el seu cant era considerat com un element de resistència a l'ocupació alemanya i al règim col·laboracionista de Vichy.
La setena estrofa anomenada "Couplets des enfants", és d'octubre de 1792 i s'atribueix a Jean-Baptiste Dubois, Marie-Joseph Chénier i l'abat Pessonneaux.

## Història
El 20 d'abril de 1792 es va proclamar a París la declaració de guerra contra Àustria. Quan el baró de Dietrich, batlle d'Estrasburg, va saber la notícia, va convidar a sopar a casa seva un grup d'oficials, en la nit del 24 del mateix mes.
En aquest grup d'oficials es trobava Claude-Joseph Rouget de Lisle, capità d'enginyers de la guarnició d'Estrasburg. En aquesta reunió, l'alcalde li va demanar que creés un himne patriòtic per a l'esdeveniment que celebraven. Rouget de Lisle va compondre el dit himne i li va donar el títol de "Chant de guerre pour l'armée du Rhin" (Cant de guerra per a l'exèrcit del Rin) i l'hi va dedicar al Mariscal Luckner.
Més tard, al juny d'aquest mateix any, en un banquet que es va oferir a un grup de soldats, els va ser lliurat a cadascun la còpia de l'himne en qüestió, que els soldats van aprendre ràpidament. D'aquesta manera es va anar estenent per tot el país la lletra i la música.
El mes de juliol, un general de l'exèrcit d'Egipte, anomenat François Mireur, es trobava a Marsella encarregat de preparar la marxa dels voluntaris de Montpeller i de Marsella. Coneixia l'himne i el va presentar a la seva gent amb el títol de "Chant de guerre aux armées aux frontières" (Cant de guerra per als exèrcits en les fronteres). La tropa dels voluntaris el va aprendre i el van usar com a cançó de marxa. I així van entrar a París el 30 de juliol de 1792, entonant marcialment l'himne compost mesos enrere per Rouget de Lisle. Els parisencs els van acollir amb gran entusiasme i van batejar el cant com La Marsellesa.
Durant la Primera República, la Marsellesa va ser un himne molt popular entre soldats i civils. En el temps dels dos Imperis, la Restauració i la Segona República, va ser lleugerament oblidat. A la Tercera República va recuperar el protagonisme i va ser interpretat per les bandes militars en tots els actes oficials.
Durant la Segona Guerra Mundial, el Govern de la França Lliure li va atorgar una especial importància juntament amb l'himne oficiós anomenat "Le Chant des Partisans". Fins que finalment a la Constitució del 4 d'octubre de 1958 va ser instituïda la Marsellesa com himne nacional.
La Marsellesa exaltava des dels seus començaments l'ànim patriòtic, fins a tal punt que Napoleó I va dir una volta: "Aquesta música ens estalviarà molts canons".

## Lletra
(actualment a França només es canta la primera estrofa i la tornada i ocasionalment també la sisena i setena)

| Lletra en francès | Lletra traduïda al català |
| Allons enfants de la Patrie, Le jour de gloire est arrivé! Contre nous de la tyrannie, L'étendard sanglant est levé,(bis) Entendez-vous dans les campagnes, Mugir ces féroces soldats? Ils viennent jusque dans nos bras, Égorger nos fils, nos compagnes!                                           | Anem, fills de la pàtria, El dia de glòria ha arribat! Contra nosaltres de la tirania, El sagnant estendard és alçat (bis) Sentiu al camp bramar aqueixos ferotges soldats? Ells venen fins als nostres braços A degollar nostres fills, nostres companyes!                                                      |
| Refrain: Aux armes, citoyens, Formez vos bataillons, Marchons, marchons! Qu'un sang impur Abreuve nos sillons! | Tornada: A les armes, ciutadans, Formeu els batallons, Marxem, marxem! Que una sang impura abeuri els nostres solcs! |
| Que veut cette horde d'esclaves, De traîtres, de rois conjurés? Pour qui ces ignobles entraves, Ces fers dès longtemps préparés? (bis) Français! pour nous, ah! quel outrage! Quels transports il doit exciter! C'est nous qu'on ose méditer De rendre à l'antique esclavage!                        | Què vol aquesta horda d'esclaus, De traïdors, de reis conjurats? Per qui aquestes innobles traves Aquests cadenats temps ha preparats? Francesos! per a nosaltres, oh! quin ultratge! (bis) Quina rauxa ens desvetllarà! Som nosaltres que ells gosen cuidar De tornar a l'antic esclavatge!                     |
| Refrain Quoi! ces cohortes étrangères! Feraient la loi dans nos foyers! Quoi! ces phalanges mercenaires Terrasseraient nos fils guerriers! (bis) Grand Dieu! par des mains enchaînées Nos fronts sous le joug se ploieraient! De vils despotes deviendraient Les maîtres des destinées!              | Tornada Què! Aquestes cohorts estrangeres! Farien la llei a les nostres llars! Què! Aquestes falanges mercenàries Aterririen nostres fills guerrers! (bis) Gran Déu! Per mans encadenades, Nostres fronts sota el jou cedirien! Vils dèspotes esdevindrien Els mestres dels destins!                             |
| Refrain Tremblez, tyrans et vous perfides L'opprobre de tous les partis Tremblez! vos projets parricides Vont enfin recevoir leurs prix! (bis) Tout est soldat pour vous combattre S'ils tombent, nos jeunes héros La France en produit de nouveaux, Contre vous tout prêts à se battre              | Tornada Tremoleu, tirans i vosaltres pèrfids, L'oprobi de totes les parts Tremoleu! vostres afanys parricides Rebran per fi llur premi! (bis) Tot són soldats per a combatre-us Si moren, nostres joves herois, França en crea de nous, Contra vosaltres ben a punt per a batre's                                |
| Refrain Français, en guerriers magnanimes, Portez ou retenez vos coups! Épargnez ces tristes victimes, A regret s'armant contre nous. (bis) Mais le despote sanguinaire, Mais les complices de Bouillé Tous ces tigres qui, sans pitié, Déchirent le sein de leur mère!...                           | Tornada Francesos, en magnànims guerrers, doneu o detingueu els cops! Perdoneu aquestes tristes víctimes, que a contracor s'armen contra nosaltres. (bis) Mes el dèspota sanguinari, Més els còmplices de Bouillé Aquests tigres qui, sens pietat, Estripen el ventre matern!...                                 |
| Refrain Amour sacré de la Patrie, Conduis, soutiens nos bras vengeurs! Liberté, Liberté chérie, Combats avec tes défenseurs! (bis) Sous nos drapeaux, que la victoire Accoure à tes mâles accents! Que tes ennemis expirants Voient ton triomphe et notre gloire!                                    | Tornada Amor sagrat de la pàtria, Condueix, sosté nostre braç venjador! Llibertat, llibertat estimada, Lluita amb tos defensors (bis) Sota nostres banderes, que la victòria acordi a tots mascles accents! Que tos enemics moribunds Vegin ton triomf i nostra glòria!                                          |
| Refrain ("Couplet des enfants") Nous entrerons dans la carrière Quand nos aînés n'y seront plus, Nous y trouverons leur poussière Et la trace de leurs vertus (bis) Bien moins jaloux de leur survivre Que de partager leur cercueil, Nous aurons le sublime orgueil De les venger ou de les suivre! | Tornada ("Estrofa dels infants") Entrarem en la carrera (/el camí) Quan ja no hi siguin nostres ancians, Hi trobarem llur pols (/llurs cendres) I l'empremta de llurs virtuts. (bis) Força menys gelosos de sobreviure'ls Que de compartir llurs tombes, Tindrem el sublim orgull De venjar-los o de seguir-los! |
| Refrain | Tornada |

## Polèmiques de la lletra
Es tracta d'un cant de guerra i revolucionari, per això denota certa violència. De fet, crida els ciutadans a defensar-se i defensar també les llibertats aconseguides.
"Aux armes citoyens!" és el crit per aixecar el poble a defensar "la Pàtria en perill" on els súbdits són ciutadans.
L'expressió "sang impur" és a vegades mal interpretada. No és una connotació racista ni xenòfoba: es tracta de la famosa "sang blava" dels nobles que simbolitzaven el caràcter desigualitari de l'Antic Règim.

## Versió catalana
La Marsellesa va ser una cançó que va ser un referent de molts sectors de la societat catalana durant els segles xix i xx. El crit a la llibertat i a qualsevol mena d'opressió era vàlid per moltes forces polítiques.
Cal dir que mentre el Cercle Català de Marsella va tenir Secció Coral (que es va haver de dissoldre ben entrats els anys 80 per manca de director), sempre va incloure en el seu programa aquesta versió de “La Marsellesa”, així com “Els Segadors” i “La Copa Santa”, l'himne de la Provença. Aquesta va fer part dels himnes republicans catalans fins que la francofília catalana es perdé en adonar-se del mal que fa França a la llengua i cultura catalanes, entre d'altres.
El 1871 Josep Anselm Clavé en feu una primera traducció i segons paraules escrites per ell, aquesta adaptació "Tocante a la letra, me he esmerado en conservarle su genuino sentido, siguiendo estrictamente el metro y la acentuación del original francés, a pesar de que los versos de nueve sílabas resultan algo duros en nuestro idioma, cuanto no están acentuados rigurosamente uniformes. Además he reducido las siete estrofas francesas a tres para evitar el cansancio, y he apropiado la traducción a los usos del país".
A l'arma, a l'arma, fills del poble,
Lo jorn de glòria ja ha arribat !
Pels tirans alça xusma innoble
Sos pendons enllotats en sang.
Oïu, oïu, com fer udola
L'esbars famèlic d'eixos llops,
Lo poble apura el fel a glops,
i encès de ràbia i el cor tremola.
A l'arma, ciutadans!
Alcem lo sometent!
Lo airat jovent
Banye ses mans
En sang de vils tirans!
Trossege coratjós
Lo poble
Son jou ignominiós!
II
(A solo)
Fills de la terra catalana,
Abans de morir que ser esclaus!
Sone ja l'alarmant campana!
Muiren ja els opressors malvats!
De nou a indigne vassallatge
Vol enjunyir-nos bando (sic) astut:
Malhage el poble si un minut
Suporta estúpid tal ultratge!
A l'arma, ciutadans!
Alcem lo sometent!
Lo airat jovent
Banye ses mans
En sang de vils tirans!
A l'arma, a l'arma, fills del poble,
Lo jorn de glòria ja ha arribat!
III
Rompam la inèrcia que ens degrada!
Lo poble llibre és poble fort.
Llibertat, llibertat aimada,
En ton foc s'han templat ja els cercs!
Baix tos pendons, cantar victòria
Podrem al fi de greus fatics;
I a l'expirar tos enemics
Veuran ton triumfo i nostra glòria.
A l'arma, ciutadans!
Alcem lo sometent!
Lo airat jovent
Banye ses mans
En sang de vils tirans!
Avant lo poble denudat!
Lluitem per nostra llibertat!
Avant lo poble!
Lo jorn de glòria ja ha arribat!
Avant!
Ignasi Iglésias i Pujadas en feu una altra, a principi del segle XX:
Tots a les armes fills del poble
el jorn de glòria és arribat,
amb nostra causa justa i noble
triomfarà la llibertat,
triomfarà la llibertat,
avant, avant, plens de coratge
lluitem a mort amb l'opressor,
vessant la sang sense dolor
que estem cansats de l'esclavatge.
Armem-nos catalans,
el sometent,
ardidament petits i grans
lluitem contra els tirans!
Fills de la terra catalana
primer morir que viure esclaus,
per l'ideal que ens agermana
com més turments siguem més braus
com més turments siguem més braus
malhaja el poble que ses penes
suporta humil i resignat,
malhaja el poble esclavitzat
que no fa a trossos ses cadenes!
Armem-nos ciutadans,
alcem el sometent,
ardidament petits i grans
lluitem contra els tirans!